# Cratoneuron formosanum
Cratoneuron formosanum är en bladmossart som beskrevs av Brotherus 1928. Cratoneuron formosanum ingår i släktet Cratoneuron och familjen Amblystegiaceae. Inga underarter finns listade i Catalogue of Life.